# Голосков (Каменец-Подольский район)
Голосков (укр. Голосків) — село в Каменец-Подольском районе Хмельницкой области Украины.
Расположено на берегах реки Смотрич. Население по переписи 2001 года составляло 1661 человек. Почтовый индекс — 32340. Телефонный код — 3849. Занимает площадь 4,211 км². Код КОАТУУ — 6822481001.

## История
Первое упоминание о Голоскове — 1460 год (значилось в списке сёл, с которых король Казимир Ягелончик разрешил каменецким епископам брать десятину). В 1553 году Сигизмунд Август даровал село Ивану Свирчу и его сыну Ивану, в пожизненное пользование. В 1615 году Голосков поделился на Старый и Новый, арендатором стал Краушовский с дружиною Урсулою из Свирцких. В 1627 году владельцем становится Бронислав Грушецкий (войский и ловчий Черниговский, чашник галицький; ум. в 1673 г.); в 1629 году им был возведён оборонительный замок, каменная крепость, для обороны от татарских и валашских набегов. В 1793 году владелец Аркадий Морков, на рубеже XIX—XX веков его внук — Николай Владимирович Римский-Корсаков (1825—1900).
Первое упоминание о храме Рождества в Голоскове — 1741 год (деревянная церквушка). В 1782 году возвели каменную церковь (существовала до 1882 года).

## Местный совет
32340, Хмельницкая обл., Каменец-Подольский р-н, с. Голосков, ул. Коцюбинского, 8; тел. 9-10-21.